# Köménymoly
A köménymoly (Depressaria daucella) a valódi lepkék (Glossata) alrendjébe tartozó laposmolyfélék (Depressariidae) családjának egyik faja.

## Elterjedése, élőhelye
Európában gyakori faj; Észak-Amerikába valószínűleg úgy hurcolták be. Hazánkban is megtalálható mindenfelé, főleg a nedvesebb területeken.

## Megjelenése

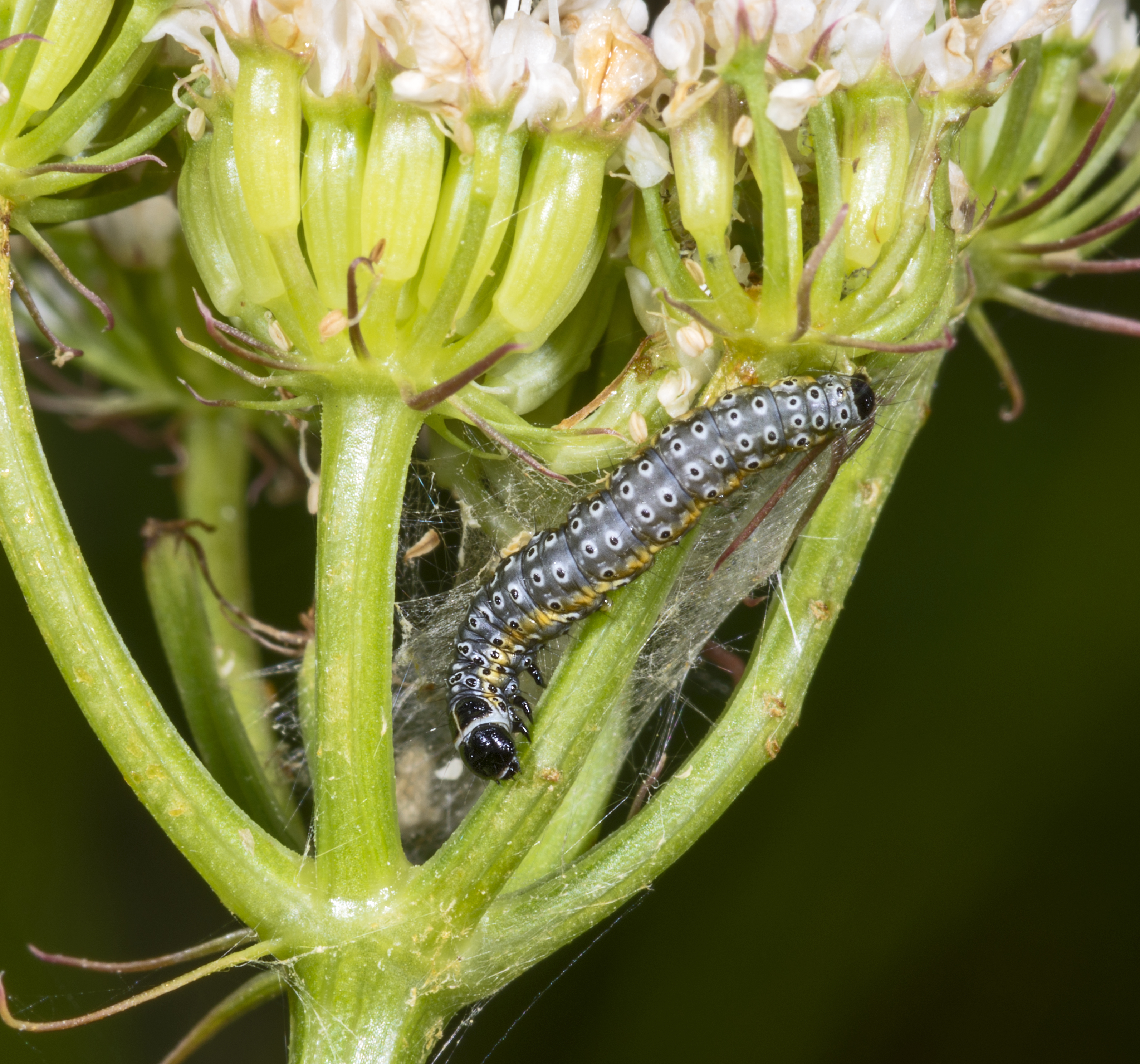
Hernyó

Szürkésbarna, feltűnően fényes szárnyain sötétebb, finom, pálcikaszerű mintázat látható. A szárny fesztávolsága 21–24 mm.

## Életmódja
Életmódja igen sajátos. Évente egy nemzedéke kel ki, de a lepkék nagyon hosszú időn át
rajzanak: nyár derekától a következő év tavaszáig, tehát áttelelnek, és nőstény csak ezután rakja le petéi a tápnövények levelére. A fiatal hernyó a levélben és a szárban lyuggatva károsítanak, a fejlettebb pedig a növény generatív részeit: a bimbókat, virágokat és magvakat fogyasztja, összeszövi a virágokat. Laza gubóban a tápnövényen vagy annak közvetlen környékén bábozódik be.
A hernyók tápnövényei:
- ánizs (Pimpinella anisum),
- édeskömény (Foeniculum vulgare),
- fűszerkömény (Carum carvi) és
- gyilkos csomorika (Cicuta virosa).

Kártevőként alkalmilag különféle ernyősvirágzatúakon is feltűnhet.